# Rytířská
Rytířská ulice na Starém Městě v Praze se nachází na prostranství mezi Ovocným a Uhelným trhem, kde v září 1347 probíhaly rytířské turnaje jako součást oslav korunovace Karla IV. a jejich tradice zde zůstala do 18. století.

## Historie a názvy

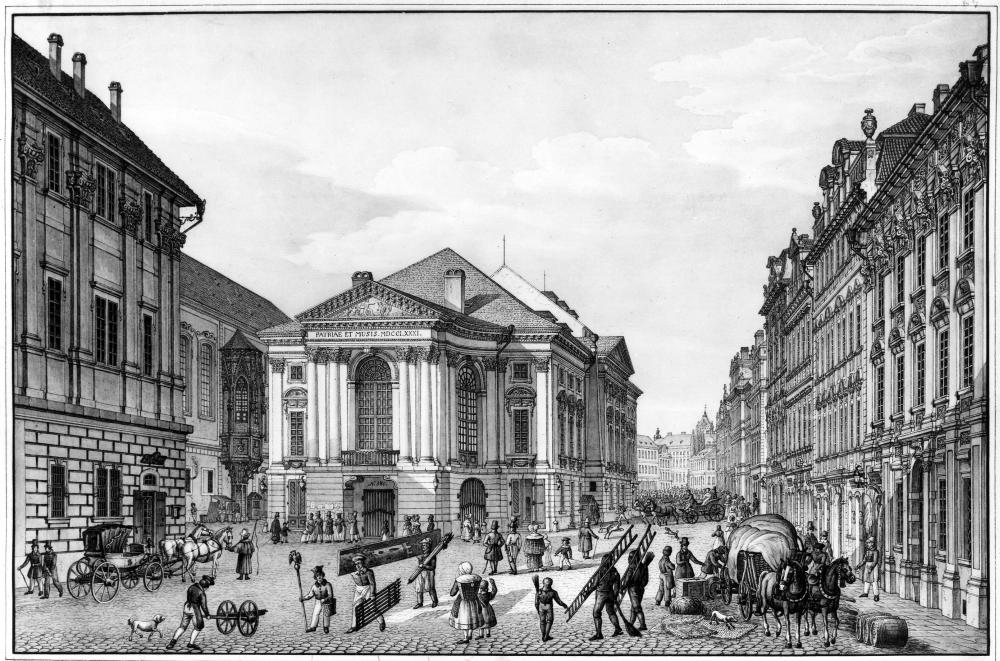
Rytířská ulice směrem ke Stavovskému divadlu, na rytině z roku 1835

Plocha ulice byla od začátku písemných záznamů používána jako trh a od toho byly odvozeny názvy:

- od 13. do 16. století - „Nové tržiště“, na odlišení od trhu na Staroměstském náměstí nebo „Svatohavelský trh“ podle nedalekého Kostela svatého Havla
- 17. a 18. století - západní část ulice se nazývala „Kotcová“
- začátek 19. století - západní část má název „Vaječný trh“ a východní část „Husí trh“
- asi polovina 19. století - současný název „Rytířská ulice“.[3]

## Staroměstská tržnice

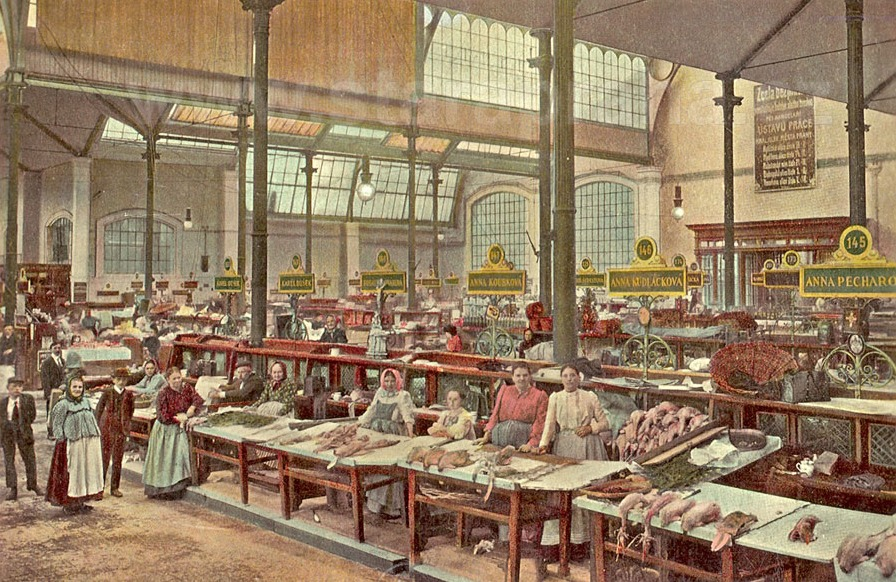
Staroměstská tržnice koncem 19. století

S rozvojem techniky (prvky jako elektřina, umělé chlazení, vytápění, vodovod) nechala Praha vybudovat první krytou tržnici v prostoru mezi novými bloky domů v Rytířské a Ovocné ulici. Průchozí tržnice s 300 stánky mezi litinovými nosnými sloupky s prosklenými stropy vznikla v letech 1894-1897 nákladem 2,7 milionů korun. V průchozí tržnici přístupné z obou ulic bylo přes 300 stánků rozmístěných mezi litinové nosné sloupy, na nichž spočinula prosklená stropní konstrukce. Přes nedůvěru a vysoké poplatky se nakonec se do prostorné haly přestěhovala většina trhovkyň z Vaječného trhu v Rytířské ulici.

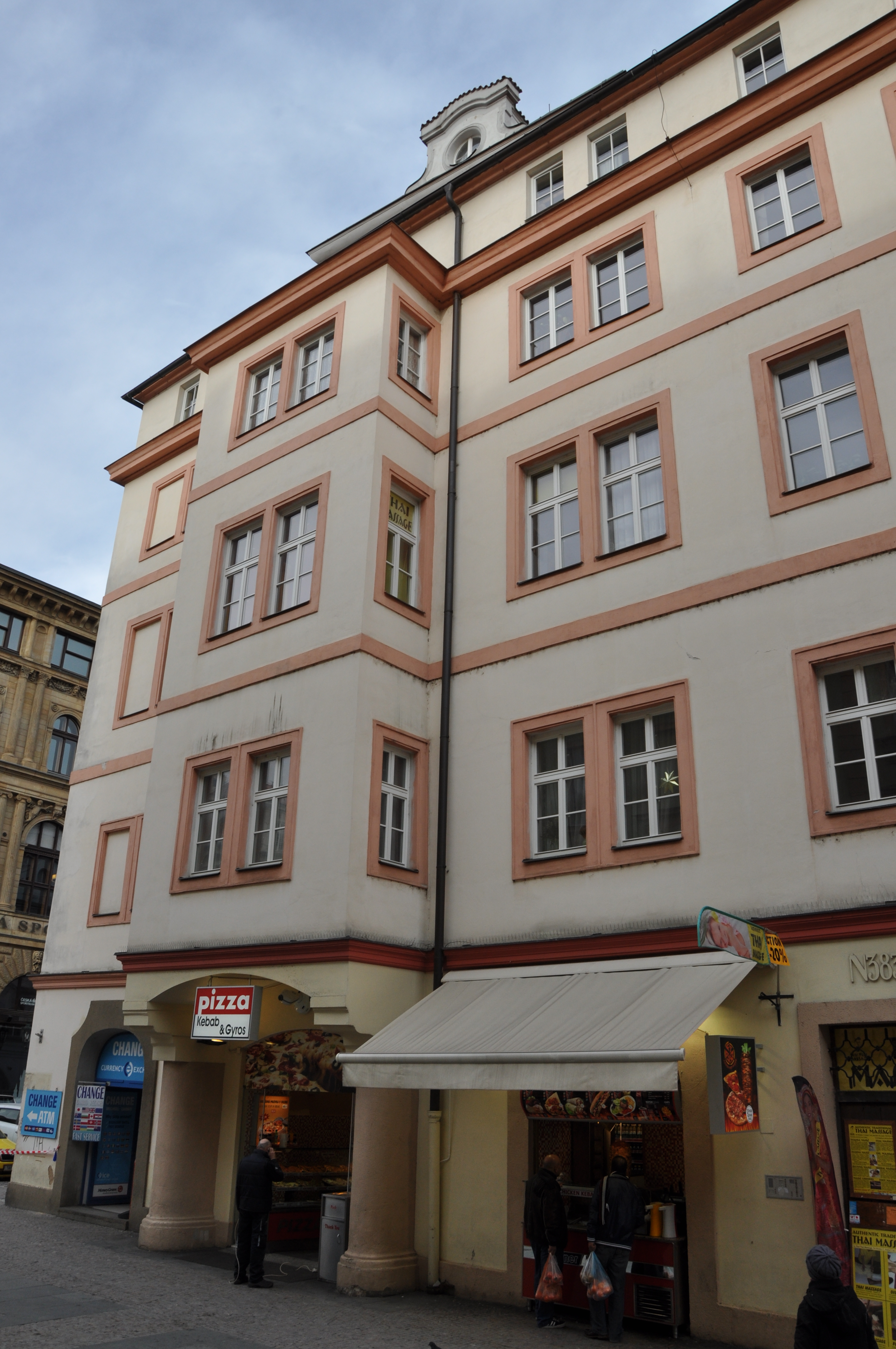
Dům U Zlatého jelena, Rytířská ulice 14

## Další budovy, firmy a instituce
- Stará rychta – Havelská brána (Hygienická stanice hlavního města Prahy) – Rytířská 12
- Dům U Zlatého jelena – Rytířská 14, Na Můstku 1
- Dům U Modré růže – Rytířská 16, raně gotická věž, první písemná zmínka je z roku 1364
- Wimmerův palác – Rytířská 18, klasicistní stavba
- Palác Hrobčických – Rytířská 20, raně barokní palác, v 1. polovině 19. století Václava Koce z Dobrše
- Městská spořitelna pražská v Rytířské ulici – Rytířská 29, neorenesanční bankovní palác, dnes pobočka České spořitelny[5]
- Klášter obutých karmelitánů – Rytířská 31, od roku 1993 sídlo divadla[6]

## Historické osobnosti
V Rytířské ulici se mimo jiných narodil vynálezce litografie Alois Senefelder. Část života v ulici prožil raně barokní sochař Jan Jiří Bendl.